# Radjopol
Radjopol –  przedsiębiorstwo założone w Warszawie przy ul. Syreny 3 przez inż. Józefa Plebańskiego jako niewielki warsztat zatrudniający pięciu pracowników.
Była pierwszym producentem lamp elektronowych (modyfikacji triod typu R) w Polsce. Produkcję rozpoczęła 1 grudnia 1921 r. W 1922 r. otrzymała zamówienie od Ministerstwa Spraw Wojskowych na pierwszą partię lamp dla wojska.
Była przez krótki okres firmą o polskim kapitale. Wkrótce jednak związała się z francuskim koncernem Compagnie Générale de Télégraphie sans fil. W ramach koncernu firma otrzymała nazwę „Société Radiotechnique Polonaise – Radiopol“.
W 1923 r. Radjopol połączył się z firmą Farad, tworząc Polskie Towarzystwo Radiotechniczne.